# Севезо
Сѐвезо (на италиански: Seveso, на западноломбардски: Sèves, Севез) е град и община в Северна Италия, провинция Монца и Брианца, регион Ломбардия. Разположен е на 211 m надморска височина. Населението на общината е 22 877 души (към 2010 г.).
До 2004 г. общината е част от провинция Милано.